# Szathmáry László
Szathmáry László (Debrecen, 1953. június 5. –) antropológus, egyetemi docens.

## Szakmai életút[1][2]
Tanulmányait mindvégig ebben a városban végzi: a Tóth Árpád Gimnázium biológia-kémia tagozatán, majd a Kossuth Lajos Tudományegyetemen, ahol 1974-ben szerez biológia-kémia szakos középiskolai tanári oklevelet.
1974 és 1977 között a nyíregyházi Jósa András Múzeum muzeológusa, 1978-tól a tiszavasvári Vasvári Pál Múzeum vezetésére kap megbízást. Ezt a feladatot 1988 után mellékállásban megyei igazgató-főtanácsosként, illetve 1990 és 2008 között címzetes múzeumigazgatóként látja el, mint a Múzeum Baráti Körének titkára. Ezen időszak alatt ötvenkét (embertani, őslénytani, történeti, régészeti, ipartörténeti, néprajzi és képzőművészeti) kiállítást rendez az ország jelentősebb múzeumaiban. Ismeretterjesztő előadásainak száma (Debrecenben, Budapesten, Nyíregyházán és Szabolcs-Szatmár, Hajdú-Bihar egyes településein, valamint Erdélyben, Kárpátalján, a Felvidéken, a korabeli Jugoszláviában, az Egyesült Államokban, Kanadában, Ausztráliában, Venezuelában, Kínában, Brazíliában, Nagy-Britanniában) több mint ezerre becsülhető.
Osteoarchaeologiai munkáját a Nyíregyházi Egyetemen és a Debreceni Egyetem Egészségügyi Karán dolgozó tanítványaival, doktoranduszaival együtt az újonnan feltárt temetők csontvázleleteinek elemzése révén jelenleg is folytatja. Mindmostanáig a nyíregyházi múzeum megbecsült munkatársa, ahol is a hetvenes évek derekától megalapozza hazánk mára harmadik legnagyobb (10.200 regisztrált vázat tartalmazó) humán csonttani gyűjteményét, amelyet a város múzeuma és egyeteme őriz.
1975-től óraadóként, szakdolgozati témavezetőként vesz részt a KLTE Állattani és Embertani Tanszékének munkájában, ahol később (1986-tól) Nemeskéri János témavezetésével aspiráns, 1988-tól főállásban adjunktusi, 1991-től csoportvezető docensi kinevezést nyer. Kutatói ambícióira elsősorban Prof. Dr. Nemeskéri János van hatással, aki 1970-től tanára, majd témavetője, később kutatótársa. Szerencsés módon ebben az időszakban lesz tanítványa Prof. Dr. Kretzói Miklósnak, aki evolúciós szemléletével sokakat indít el a kutatói pályán.
Szakmai érdeklődése eleinte kétsíkú: egyrészt, a Vaskapui ásatások révén, Európa és ezen belül a Kárpát-medence késő-pleisztocén és korai holocén csontvázleleteinek anatómiai összefüggéseire, másrészt a klímazonális adaptáció ritmusa által meghatározott népmozgásokra irányul.
Emellett a kutatás módszertana érdekli. A testmagasság és az alkat rekonstrukciója mellett a hiányzó koponyadimenziók biometriai úton történő pótlása foglalkoztatja. E témakörben készül el egyetemi doktori disszertációja 1975-ben (A Magyarország területén élt népességek testmagasságának rekonstrukciója), majd kandidátusi értekezése (Mezolit és korai neolit kori népességek rekonstrukciója az Észak-Balkánon és a Kárpát-medencében), amelyet 1989-ben véd meg.
A későbbiekben a kvantitatív anatómia kísérletei felé fordul a figyelme. A történeti embertan területén először alkalmaz hiánypótolt anatómiai dimenziókra alapozott főkomponens analízist és annak a diszkriminancia kontrollját. Eredményeit először Lisszabonban mutatja be 1988-ban, ezt követően lesz az International Biometric Society elnökségi tagja. Az Alföld Kr. utáni I--XIII. századi népességtörténetére vonatkozó, nagy mintákon végzett munkájának fontosabb eredményei egy, az általa szerkesztett és a tanítványaival készített tanulmányokat tartalmazó kiadványban jelennek meg (Árpád előtt  –  Árpád után. Szeged, 2008).
Tanulmányainak száma 323, hivatkozásainak száma 604.
1988 óta két területen oktat: a graduális képzésben (ma BSc és MSc), valamint különböző posztgraduális fórumokon (Doktori iskola, kiegészítő tanárképzés, tanár-továbbképzés). Témavezetésével készül 71 szakdolgozat, diplomamunka, diákköri pályázat. Ez utóbbiak közül 16-ot díjaznak a diákköri tudományos tevékenység elismeréseként.
Mentorálásával heten szereznek doktori (PhD) fokozatot.
Harminc év alatt több mint negyven régészeti ásatáson avathatja be tanítványait a feltárás és a megőrzés fortélyaiba.
Tanulmányútjai, külföldi szakértői megbízásai során öt kontinens 24 országában több mint kétszáz tudományos előadást tart. Tudományos tevékenységét jelentősen segítik az 1983-tól kezdve folyamatosan elnyert hazai és nemzetközi pályázatok (Keimer, OTKA, Soros, NKA, NKFP, Széchenyi Terv), melyek sikeres szakmai koncepcióit igazolják.
A biológiai antropológia, a régészet, a demográfia, a paleoökológia és a történettudomány terén számos hazai és nemzetközi tudományos társulat, szerkesztőbizottság tagja volt vagy jelenleg is az.
Megalakulásától 26 éven át az MTA Debreceni Területi Bizottsága (DAB) Környezettudományi Szakbizottsága Humánökológiai Munkabizottságának elnöke (1989-2014). Évente több alkalommal szervez tudományos fórumokat, szakmai beszámolókat elsősorban Nyíregyházán, Debrecenben, Szolnokon. Ezek a konzultációk főként a vízminőség és a talajtápláltság zonális jellegét elemzik recens és történeti humánökológiai aspektusból. Emellett 2010 és 2012 között tagja a Környezetföldtani és Paleoökológiai Munkabizottságnak.
1994-től az MTA köztestületének, 2013-tól az MTA VIII. Biológiai Tudományok Osztálya Antropológiai Osztályközi Tudományos Bizottságának tagja.
2008-ban választják be az Anthropologiai Közlemények, a Magyar Biológiai Társaság Embertani Szakosztálya folyóiratának szerkesztőbizottságába.

## Tagságok
- Magyar Régészeti és Művészettörténeti Társulat
- Magyar Biológiai Társaság Embertani és Állattani Szakosztálya
- Tiszavasvári Vasvári Pál Múzeum Baráti Köre
- Vasvári Pál Társaság
- MTA Debreceni Területi Bizottságában (DAB) a Környezettudományi Szakbizottság Humánökológiai Munkabizottsága, valamint Környezetföldtani és Paleoökológiai Munkabizottsága
- MTA köztestülete
- MTA VIII. Biológiai Tudományok Osztálya Antropológiai Osztályközi Tudományos Bizottsága
- Anthropologiai Közlemények szerkesztőbizottsága
- International Biometric Society
- European Anthropological Association

## Díjak
- 1982-ben az 1300 éves Bulgária éremmel tüntették ki.
- 1997-ben, a meghirdetés első évében kapott Széchenyi Professzori Ösztöndíjat.
- 2014-ben oktatói és tudományos eredményei alapján Herman Ottó díjat kapott.

## Kutatási területek[1]
- Európa szubfosszilis (mezolit, neolit) népességeinek összehasonlító vizsgálata többváltozós kvantitatív anatómiai módszerekkel.
- A Kárpát-medencei kora középkori, a magyar honfoglaláskori és az Árpád-kori népességek biológiai rekonstrukciója paleoökológiai, paleodemográfiai és paleoszociológiai megközelítéssel.
- A klímazonális adaptáció ritmusa által meghatározott népmozgások.
- A testmagasság és az alkat rekonstrukciója.
- A hiányzó anatómiai dimenziók biometriai úton történő pótlása és a hiánypótolt anatómiai dimenziókra alapozott főkomponens analízis, valamint annak diszkriminancia kontrollja.

## Publikációk jegyzéke[3][4][5]
- Szathmáry L. (1976): A testmagasság rekonstrukciójának metodikai kérdései. Anthrop. Közl., 20: 145:163.
- Szathmáry L. (1976): A Hillebrand barlang neolitikus csontvázlelete. HOMÉ, l5: 323-339.
- Szathmáry L., Nemeskéri, J. (1976): A Debreceni Déri Múzeum neolit (eneolit) és rézkori csontvázleleteinek embertani vizsgálata. DMÉ 1975, 121-159.
- Szathmáry, L. (1976): Methodological aspects to the research of the metric features of historical populations. Acta Biol. Debrecina, 13: 239-299.
- Szathmáry L. (1976): Populációdinamikai megfigyelések a 6-9. századi népességek honfoglalás- és Árpád kori helybenmaradásának kérdéséhez. XI. Biol. Vándorgyűlés, Debrecen. Előadáskivonatok, 242.
- Szathmáry, L. (1977): Brachykephalisation und Heterosis. Acta Biol. Debrecina, 14: 291-295.
- Szathmáry L. (1977): Embertani megfigyelések a bükki kultúra népességének időrendjéhez. Arch. Ért., 104: 86-88.
- Szathmáry L. (1977): A posztkraniális vázelemek bilaterális szimmetriaviszonyai Kál 10. századi népességénél. Az Egri Múzeum Évkönyve 1977, 15: 63-72.
- Szathmáry, L. (1977): Brachycephalisation and Acceleration. First Congress of European Anthropologists, Zagreb, 83-84.
- Vörös I., Szathmáry L. (1977): A barabási (Szabolcs-Szatmár Megye) farkas (Canis lupus LINNÉ, 1758) osteometriai vizsgálatának eredményei. Acta Biol. Debrecina, 14: 159-163.
- Szathmáry, L. (1978): Reconstructed statures of historical populations in Hungary. Acta Biol. Debrecina, 15: 339-342.
- Szathmáry L. (1978): A femur és a tibia bilaterális szimmetriaviszonyairól. Anthrop. Közl., 22: 87-98.
- Szathmáry L. (1978): A fonyódi 13-16. századi népesség posztkraniális vázelemeinek bilaterális szimmetriaviszonyairól. Somogyi Múzeumok Közleményei, Kaposvár, 3: 155-160.
- Szathmáry L. (1978): A Déri Múzeum mezolitikus leleteiről. Múzeumi Kurír, Debrecen, 26/II-6: 3-6.
- Szathmáry L. (1978): Semmelweis Ignác termetének rekonstrukciója. Comm. Hist. Artis Medicinae, Budapest, 83-84: 221-224.
- Szathmáry L. (1978): Bilaterális aszimmetria-vizsgálatok az ártándi IX. századi népesség alsóvégtag-elemein. A Bihari Múzeum Évkönyve, 2: 45-50.
- Szathmáry L. (1978): Populációdinamikai szempontok honfoglalás- és Árpád-kori etnogenezisünk kérdéseihez. DMÉ 1977, 143-156.
- Szathmáry L. (1978): A szécsényi foramen magnum – trepanált koponya. Nógrád Megyei Múzeumok Évkönyve 1978, 4: 227-233.
- Szathmáry, L. (1978): The importance of pre-auricular region in sex determination. First Congress of European Paleodemography, Sárospatak. (Rotaprint), 1-9.
- Szathmáry L. (1978): A tesmagasság rekonstrukciójának komplex eljárása. A XIII. Biol. Vándorgyűlés Előadásainak Ismertetése, Budapest, 48.
- Szathmáry, L. (1979): Bilateral asymmetry – Stature- Physique. Humanbiol. Budapest, 7: 9.
- Nemeskéri, J.,  Szathmáry, L. (1978): Methodics applied in the research of the Vlasac Mesolithic anthropological series. In: Vlasac II. Ed.: Garašanin, M. Serbian Academy, Beograd, 69-74.
- Nemeskéri, J., Szathmáry, L. (1978): Sex and sexualization (Vlasac). In: Vlasac II. Ed.: Garašanin, M. Serbian Academy, Beograd, 77-96.
- Nemeskéri, J., Szathmáry, L. (1978): Anthroposcopic and epigenetic variation. In: Vlasac II. Ed.: Garašanin, M. Serbian Academy, Beograd, 135-156.
- Nemeskéri, J., Szathmáry, L. (1978): Analysis of the variations of quantitative traits. In: Vlasac II. Ed.: Garašanin, M. Serbian Academy,  Beograd, 157-175.
- Nemeskéri, J., Szathmáry, L. (1978): Taxonomical structure of Vlasac Mesolithic subpopulation. In: Vlasac II. Ed.: Garašanin, M. Serbian Academy, Beograd, 177-229.
- Nemeskéri, J., Szathmáry, L. (1978): Individual data of the Vlasac anthropological service. In: Vlasac II. Ed.: Garašanin, M. Serbian Academy, Beograd, 285-426.
- Szathmáry L. (1979): A tiszai kultúra csontvázleletei Szerencs-Taktaföldváron. HOMÉ, 17-18: 25-32.
- Szathmáry L. (1979): Koraneolitikus (AVK) csontvázleletek Berettyószentmárton-Morotva lelőhelyről. DMÉ 1978, 31-34.
- Szathmáry, L. (1980): Autochthonous and Immigrated Components in the Carpathian Basin Copper Age. J. Indo-European Studies, Los Angeles, 8: 231-244.
- Szathmáry L. (1980): A városiasodás népességtörténeti vonatkozásai a 14-15. századi Debrecenben. Múzeumi Kurír, Debrecen, 34/IV-4: 37-39.
- Szathmáry L. (1980): Rekonstrukciós vizsgálatok II. Rákóczi Ferenc csontvázmaradványain. Acta Acad. Paed. Nyíregyháziensis, 8/A: 11-16.
- Szathmáry L. (1980): A honfoglaló magyarság és a 9-10. századi idegen népek kapcsolatának kérdése egy szabolcsi feltárás előzetes eredményeinek tükrében. Acta Acad. Paed. Nyíregyháziensis, 8/A: 5-10.
- Szathmáry, L. (1980): The Neolithic skeleton from Zaránk. Fol. Hist.-nat. Mus. Matr., Gyöngyös, 5: 135-146.
- Szathmáry, L. (1980): An outline of the population history of Neolithic Carpathian Basin. IInd Congress of European Anthropologists, Brno, 29.
- Szathmáry L. (1980): A Kárpát-medence neolitikus népességének késő-mezolit jellegű összetevői. A Magyar Biol. Társ. XIV. Vándorgyűlésének előadáskivonatai, Kecskemét, 39.
- Szathmáry, L. (1980): The anthropological aspects of the relations of the Hungarians and the Bolgar-Turks in the 90-11th century Carpathian Basin. Congr. Quintus Internat. Fenno-Ugr., Turku, 2: 343.
- Szathmáry, L. (1981): Anthropological observations on Bulgaro-Hungarian relations in the Carpathian Basin from the 9th to the 11th centuries. Studia Turco-Hungarica, 5: 153-162.
- Szathmáry, L. (1981): The Mesolithic bases of the Carpathian Basin early Neolithic populations. Acta Biol. Debrecina, 18: 101-105.
- Szathmáry L. (1981): A Déri Múzeum bronzkori csontvázleleteinek embertani vizsgálata. DMÉ 1979, 39-57.
- Szathmáry, L. (1981): Climatic factors in the development of the Homo sapiens. Internat. Centennial Anthrop. Congr., Budapest, 8-9.
- Szathmáry, L. (1982): An outline of the population history of Neolithic Carpathian Basin. In: Man and his origins. Ed.: Jelínek, J. Anthropos, Brno, 21: 313-320.
- Szathmáry, L. (1982): Climatic factors in the development of the Homo sapiens. Proceedings of the International Centennial Antrhopological Congress, Humanbiol, Budapest, 9: 79-87.
- Szathmáry, L. (1982): Immigrant and autochthonous components during the transition period between the Mesolithic and the Early Neolithic in the Carpathian Basin and the Balkan. IIIrd Congr. of the European Anthrop. Ass., Athens. Anthropos, 9: 35.
- Szathmáry L. (1982): Magyarország honfoglaláskori (X. sz.) népességének termete. JAMÉ 1972-74, XV-XVII: 187-237.
- Szathmáry, L. (1982): Wirkung der ökologischen Faktoren auf die Siedlungsverhältnisse der neolithischen Bevölkerungen in der östlichen Region des Karpatenbeckens. DMÉ 1980, 73-86.
- Szathmáry, L. (1983): Immigrant and autochthonous components during the transition period between the Mesolithic and the Early Neolithic in the Carpathian Basin and the Balkans. Anthropos, Athens, 10: 329-340.
- Szathmáry L. (1983): A bihardancsházi trepanált koponya. A Bihari Múzeum Évkönyve, 3: 21-41.
- Szathmáry, L. (1983): The skeletal history of the Neolithic in the Carpathian Basin. DMÉ 1981, 51-66.
- Szathmáry, L. (1983): The North Balkan Mesolithic Populations, their Upper Palaeolithic Survivors. Summary Book of 1st I.C. of Human Paleontology, Nice, 126.
- Szathmáry L. (1984): A történeti embertan emlékei Debrecenben. Múzeumi Kurír, Debrecen, 44/V-4: 3-7.
- Szathmáry L. (1984): Tizenkét metrikus jelleg vizsgálata felső-paleolitikus és mezolitikus leleteken. Anthrop. Közl., 28: 167-173.
- Szathmáry, L. (1984): The Upper Palaeolithic roots of the Mesolithic skeletons from the Derdap region (Yugoslavia). 16th Congr. of the Hung. Biol. Soc., Veszprém. Abstracts, 95.
- Szilágyi, K., Szathmáry, L., Tóth, I. (1984): Cluster analysis of the finger on dermatoglyphic traits. Zbornik Proc. 3rd Valsik¬’s Memorial, 12th Bartos’s Symposium on Dermatoglyphics, Smolenice, 49-53.
- Szathmáry, L. (1985): Quantitative Untersuchungen an den Skelettfunden der Linienbandkeramikkultur der Ostregion des Karpatenbeckens (Autochtonität der Skelettfunde der Alföld Linienbandkeramik – AVK). DMÉ 1982, 23-54.
- Szathmáry, L. (1985): A factor Analysis on Human Craniological Samples. 1st European Biometric Conference, Budapest. Abstracts, 154.
- Szathmáry L. (1986): Az ongai és a vadnai középső neolitikus csontvázak. Natura Borsodiensis, Miskolc, 1: 74-97.
- Szathmáry, L. (1986): A Factor Analysis of the Cranial Finds of the Early Neolithic Körös-Cris-Starcevo Civilizations. DMÉ 1985, 17-33.
- Szathmáry L. (1986): Mezolit és korai neolit kori népességek rekonstrukciója csontvázleleteik alapján az Észak-Balkánon és a Kárpát-medencében. Kandidátusi értekezés tézisei. Debrecen, 1-18.
- Szathmáry, L. (1987): An Attempt at the Allowance for Human Genetic Aspects at the Qualitative Comparison of Craniological Sample (The Segregation of Central European Mesolithic-Early Neolithic Sample). DMÉ 1986, 73-86.
- Nemeskéri, J., Szathmáry, L. (1987): An anthropological evaluation of the Indo-European problem: the anthropological and demographical transition in the Danube  Basin. In: Proto-Indo-European: The Archaeology of a Linguistic Problem. Studies in Honor of Marija Gimbutas. Eds.: Skomal, and S.N., Polomé, E.C. Inst. for the Study of Man, Washington, 88-121.
- Szathmáry, L. (1988): A combined method in approaching European Upper Palaeolithic. Actas, Lisboa, 1: 31-38.
- Szathmáry, L. (1988): The Boreal (Mesolithic) peopling in the Carpathian Basin: the role of the peripheries. Fol. Hist.-nat. Mus. Nat. Matr., Gyöngyös, 13: 47-60.
- Szathmáry, L. (1988): The Early Neolithic Carpanthian Basin. 12th ICAES, Zagreb. Abstracts, Coll. Anthrop., 12: 8.
- Szathmáry, L. (1988): Ecology of Prehistoric Population of Man. 12th ICAES, Zagreb. Abstracts, Coll. Anthrop., 12: 118.
- Szathmáry, L. (1988): Anthropological Investigations in the Cremated Remains of the Kurgan 1 of Bratovo (The Carpathian Ukraine). JAMÉ 1978-80, XXI-XXIII: 19-24.
- Szathmáry, L. (1988): Anthropologischer Abriss der Bronzezeit der Grossen Ungarischen Tiefebene. DMÉ 1987, 55-68.
- Szathmáry, L. (1988): Prehistoric Ecology of the Ancient Man. XVIIIth Congress of the Hungarian Biol. Soc., Keszthely, 88.
- Szathmáry L. (1988): A környezeti tényezők hatása az Alföld boreális kori és atlantikum eleji népességtörténetére. I. Magyar Ökológus Kongresszus, Budapest. Előadáskivonatok és poszterösszefoglalók, 179.
- Szathmáry, L. (1988): The Mesolithic-Neolithic Transition in the Yugoslavian Iron Gate. Sixth Congress of the EAA, Budapest. Programme and Abstracts, 22.
- Szathmáry L. (1989): Neolitikus csontvázleletek a nyíri Mezőségből. In: Kurucz, K.: A nyíri Mezőség neolitikuma. A JAM Kiadványai, Nyíregyháza, 28: 162-168.
- Szathmáry, L. (1989): Old Europeans or Old-Indo-Europeans: early Holocene, Neolithic and Chalcolithic survival of the Ancient Upper Paleolithic and Mesolithic population, in which the problem of Indo-Europeanization is of particular importance. 2nd Congr. of Indo-Europanization., Dublin. Summary, 1-4.
- Szathmáry, L. (1989): Mesolithic- early Neolithic population movements in the Carpathian Basin. 21. Tagung der Gesellschaft für Anthropologie und Humangenetik. Bremen. Abstracts, 62.
- Szathmáry, L. (1989-1990): The Mesolithic-Neolithic transition in the Yugoslavian Iron Gate. Anthrop. Közl., 32: 9-15.
- Szathmáry L. (1990): A tiszavasvári emberi csontvázleletek vizsgálatának előzetes eredményei. JAMÉ 1984-86, XXVII-XXIX: 135-149.
- Szathmáry, L. (1990): A Complex Way of the Reconstruction of Stature. DMÉ 1988, 81-86.
- Szathmáry, L. (1990): Demo-Sociological Change between the Pagan and the Early Christian Hungarians in the Upper Tisza Region (NE Hungary). Congr. Sept. Internat. Fenno-Ugristarum, Debrecen, Sessiones Sectionum D/I: 274-279.
- Szathmáry, L. (1990): Demo-Sociological change between the Pagan and the Early Christian Hungarians in the Upper Tisza region (NE Hungary). Congr. Sept. Internat. Fenno-Ugristarum, Debrecen, Sum. Diss., 2B: 202.
- Szathmáry, L. (1990): Palaeoecological Factors of the Early Holocene Human Populations in the Carpathian Basin. XIXth Congr. of the Hung. Biol. Soc., Nyíregyháza. Abstracts, 81-82.
- Szathmáry, L. (1990): A Multivariate Analysis of Upper Skull from Europe. Third Symposium on Upper Paleolithic, Mesolithic and Neolithic Populations of Europe and the Mediterranean Basin, Budapest. Abstract, 3.
- Szathmáry, L. (1990): Boreal-Atlantic Change in the populations of Carpathian Basin. Abstracts of the Scientific Session of the Foundation of the Department of Anthropology, József Attila University, Szeged, 30.
- Szathmáry L. (1990): Boreális és korai atlantikus népességek mozgása a Kárpát-medence keleti felében. Fejlődés és Okság (Filozófiai Vitakör), Budapest, 36.
- Szathmáry L., Szilágyi K., Tóth I. (1990): Kvantitatív dermatoglyphiai jellegek vizsgálata egy túrricsei családszövevényben. JAMÉ 1984-86, XXVII-XXIX: 339-357.
- Nemeskéri J., Szathmáry L. (1990): A Tiszadob-ókenézi mesterségesen torzított koponya embertani vizsgálata. JAMÉ 1984-86, XXVII-XXIX: 151-164.
- Szathmáry, L. (1991): Climatic effects on the differentiation of the Homo genus in the Pleistocene. Eur. Symp. of Evol. Biol., Debrecen. Selected Papers, 34.
- Szathmáry, L. (1991): Boreal-Atlantic Change in the Carpathian Basin populations. In: Farkas, Gy. (ed.): Papers of the Scientific Session in Szeged (Hungary) 1990. Szeged-Ulm, 293-300.
- Szathmáry L. (1991): Klimatikus hatások a Homo genus differenciálódására. II. Magyar Ökológus Kongresszus, Keszthely. Poszterek összefoglalói, 143.
- Szilágyi, K., Szathmáry, L., Tóth, I. (1991): Descendants' statures as determined by sex differences appearing in parents' statures? Anthrop. Közl., 33: 33-39.
- Szilágyi, K., Szathmáry, L., Tóth, I. (1991): Descendants’ statures as determined by sex differences appearing in parents’ statures? Youth at the end of the 20th century. Fifth International Symposium of Human Biology, Keszthely. Abstracts, 11.
- Szathmáry L. (1992): Debrecen középkori koponyaleleteinek többváltozós analízise. DMÉ 1989-1990, 99-116.
- Szathmáry, L. (1992): Skulls in Mesolithic Europe. XXth Congress of the Hungarian Biological Society, Kecskemét. Abstracts, 64.
- Szathmáry, L. (1993): Importance of Pre-auricular Region in Sex Determination (in the analysis of a medieval sample from NE Hungary). JAMÉ 1990-1992, XXXIII-XXXV: 67-78.
- Szathmáry, L. (1993): Changes in the Population Structure of Pagan and Christian Hungarians. Congress of Anthropological and Ethnological Sciences, Mexico City. Abstracts, 443.
- Szathmáry L. (1993): Az utolsó vándordrótos Debrecenben. Múzeumi Kurír, Debrecen, 64: 6-9.
- Szathmáry, L. (1993): Anthropological Structure of Mesolithic Europe. Actes XII Congr. ISPP Bratislava, 2: 124-127.
- Szathmáry, L. (1993): Iron Gate – Carpathian Basin: Connections between the Early Holocene Populations. DMÉ 1991, 67-77.
- Szathmáry L., Szilágyi K., Szabó G.T., Nyilas K., Tóth I. (1993): Humán populációk kutatása Szabolcs-Szatmár-Bereg Megyében. MTA Tud. Test. Közl., Nyíregyháza, 11: 23.
- Szilágyi K., Szathmáry L., Tóth I. (1993): A szatmári Erdőhát tíz népességének cephalometriai vizsgálata. JAMÉ 1990-1992, XXXIII-XXXV: 369-387.
- Szathmáry L. (1994): A heritabilitás szerepe a comparativ craniológiában. Magyar Gen. Egy. III. Konf., Debrecen. Előadásösszefoglalók, 61.
- Szathmáry, L. (1994): Diversity of the early Hungarians in the Upper Tisza region. XXth Congr. Hung. Biol. Soc., Pécs. Abstracts, 59.
- Szathmáry, L. (1994): The dinamics of the development of the teeth in 	Eastern Hungary in the Middle Ages. Abstracts of the 7th Internat. Congr. of Auxology, Szombathely. Humanbiol., Budapest, 24: 47.
- Szathmáry, L. (1994): Divergency of the Celts and Scythians in the Territory of Hungary. The Problems of Iron Age. Conference at Balaton Museum, Keszthely. Selected Papers, 1-4.
- Szathmáry L. (1994): A Felső-Tisza-vidék honfoglaláskori népességeinek életstílusa fogazati jellemzők alapján. III. Magyar Ökol. Kongr., Szeged, Előadásösszefoglalók, 167.
- Szathmáry, L. (1994): Nutrition and Dental Attrition in Pagan Hungarians. Ninth Congr. Eur. Anthrop. Ass., Copenhagen, Abstracts. Internat. J. of Anthrop., Firenze, vol. 9, n. 3: 241.
- Szathmáry, L. (1994): Acceleration or releasing from retardation in the teeth – A semihistorical aspect. Invited and selected papers from the 7th International Congress of Auxology. In: Auxology’94. Ed.: O.G. Eiben. Humanbiol., Budapest, 25: 359-361.
- Szathmáry L., Szilágyi K., Tóth I. (1994): Bőrlécrendszeri jellegek diverzitása 10 populáció mintái alapján (Szatmári Erdőhát). MTA Tud. Test. Közl., Nyíregyháza, 19:35.
- Almási L., Szathmáry L. (1994): A kéz formájának manifesztációja. Magyar Gen. Egy. III. Konf., Debrecen. Előadásösszefoglalók, 52.
- Almási, L., Szathmáry, L. (1994): The dimensional development of the hand from the age of 6 to 70. Abstracts of the 7th Internat. Congr. of Auxology, Szombathely. Humanbiol., Budapest, 24: 64.
- Almási, L., Szathmáry, L. (1994): Examinations on hand form in a North-Eastern Hungarian population. Ninth Congr. Eur. Anthrop. Ass., Copenhagen, Abstracts. Internat. J. of Anthrop., Firenze, vol. 9, n. 3: 175.
- Almási L., Szathmáry L. (1994): A kéz korspecifikus variációi Beszterecen. MTA Tud. Test. Közl., Nyíregyháza, 19: 41.
- Almási, L., Szathmáry, L. (1994): Dimensional development of the hand. Invited and selected papers from the 7th International Congress of Auxology. In: Auxology’94. Ed.: O.G. Eiben. Humanbiol., Budapest, 25: 363-368.
- Guba Zs., Szathmáry L. (1994): A Felső-Tisza vidék honfoglaláskori népességének termete. MTA Tud. Test. Közl., Nyíregyháza, 19: 36.
- Hüse L., Szathmáry L. (1994): Az Észak-Tiszántúl 10-11. századi demográfiai állapota. MTA Tud. Test. Közl., Nyíregyháza, 19: 36.
- Nyilas, K., Szabó, T., Szilágyi, K., Szathmáry, L., Tóth, I. (1994): The body development of the 3-18 year olds in the towns (Kisvárda, Nagyhalász and Ibrány) of Rétköz. Abstracts of the 7th Internat. Congr. of Auxology, Szombathely. Humanbiol., Budapest, 24: 47.
- Nyilas K., Szabó T., Szilágyi K., Szathmáry L., Tóth I. (1994): 3-18 éves gyermekek testfejlettsége a Rétközi városokban. MTA Tud. Test. Közl., Nyíregyháza, 19: 43.
- Szabó T. G., Nyilas K., Szilágyi K., Szathmáry L., Tóth I. (1994): A besztereci 7-14 éves gyermekek testfejlettsége. MTA Tud. Test. Közl., Nyíregyháza, 19: 42.
- Szilágyi K., Szathmáry L. (1994): A pubertáskori szomatikus állapot becslése az Erdőháton (Túrricse). MTA Tud. Test. Közl., Nyíregyháza, 19: 39.
- Szilágyi, K., Szathmáry, L., Tóth, I. (1994): The evaluation of uneven development from the age of 10 to 21. Abstracts of the 7th Internat Congr. of Auxology, Szombathely. Humanbiol., Budapest, 24: 83.
- Szilágyi, K., Szathmáry, L., Tóth, I. (1994): The evalution of uneven development from the age 13 to 18. Invited and selected papers from the 7th International Congress of Auxology. In: Auxology’94, Ed.: O.G. Eiben. Humanbiol., Budapest, 25: 639-644.
- Szathmáry, L. (1995): Nutrition and life style of early Hungarians. 7th European Ecological Congress, Budapest. Abstracts, 167.
- Szathmáry, L. (1995): Hungarians: Finno-Ugrians and Others. (Anthropological Evidence of 10-11th Century Interethnic Relations). Congr. Oct. Internat. Fenno-Ugristarum, Jyväskylä. Pars II, 309.
- Szathmáry, L. (1995): How does the craniocervical junction adapt to the erect posture of Man? In: Syllabus. Ed.: Kenez, J. Udine-Milano, 7-16.
- Szathmáry L. (1995): Honfoglaláskori jelképes trepanált felnőttek populációgenetikai vizsgálata ÉK-Magyarországon. MTA Tud. Test. 1995. évi tud. előadások összefoglalói, Nyíregyháza, 35.
- Szathmáry L. (1995): Táplálkozás és életstílus összefüggése a honfoglaláskori Felső-Tisza-vidéken. MTA Tud. Test. 1995. évi tud. előadások összefoglalói, Nyíregyháza, 38.
- Szathmáry, L. (1995): How many cranial variations were there in Europe in the Upper Paleolithic? Perspectives in Anthropology of Past and Present Populations. Winkler's Mem. Sym., Xanthi, 88.
- Almási L., Szathmáry L. (1995): A jobbkezesség és a balkezesség hatása a felnőttek kézformájára Beszterecen. MTA Tud. Test. 1995. évi tud. előadások összefoglalói. Nyíregyháza, 36.
- Almási, L., Szathmáry, L. (1995): Hand form examinations in a relatively endogamous Hungarian population (Beszterec, NE-Hungary). Perspectives in Anthropology of Past and Present Populations. Winkler's Mem. Sym., Xanthi, 2-3.
- Barabás K., Szathmáry L., Lőrinczy G. (1995): Az Árpádkori és a magyar honfoglaláskori népesség kontinuitásának antropológiai forrásai az Észak-Tiszántúlon. MTA Tud. Test. 1995. évi tud. előadások összefoglalói, Nyíregyháza, 37.
- Guba Zs., Szathmáry L. (1995): A Felső-Tisza-vidék honfoglaláskori népességének alkati arányai. MTA Tud. Test. 1995. évi tud. előadások összefoglalói, Nyíregyháza, 35.
- Hüse L., Szathmáry L. (1995): A Felső-Tisza-vidék honfoglalás és Árpádkori csontvázleleteinek szexualizáltsága. MTA Tud. Test. 1995. évi tud. előadások összefoglalói, Nyíregyháza, 36.
- Hüse, L., Gurály, E., Szathmáry, L. (1995): Paleodemographical description of the 10-12th century population in the Northeastern part of the Hungarian Great Plain on the basis of mortality. Perspectives in Anthropology of Past and Present Populations. Winkler's Mem. Sym., Xanthi, 36-37.
- Szilágyi, K., Tóth, I. Szathmáry, L. (1995): Multivariate analysis of cephalometric traits in Erdőhát region (NE Hungary). Perspectives in Anthropology of Past and Present Populations. Winkler's Mem. Sym., Xanthi, 90-91.
- Szűcs L., Szathmáry L., Nyilas K. (1995): Egy Árpádkori népesség (Hajdúdorog-Temetőhegy) kraniológiai elemzése. MTA Tud. Test. 1995. évi tud. előadások összefoglalói, Nyíregyháza, 36.
- Szathmáry, L.: (1996): Vlasac and the Mesolithic Europe. In: Studies in Human Biology. Ed.: Bodzsár, É. and Susanne, Ch. Eötvös University Press, Budapest, 411-418.
- Szathmáry, L. (1996): Characteristic type of abrasion in early Hungarians. In: Orthodontics and Anthropology, Szeged. Abstracts, 25.
- Szathmáry L. (1996): Vasvári Pál Múzeum. In: Magyarország múzeumai. Múzeumlátogatók kézikönyve. Főszerk.: Balassa M. I. Kulturtrade Kiadó, Budapest, 224.
- Szathmáry L. (1996): Honfoglalás kori népességünk struktúrája. In: Honfoglaló magyarság – Árpád kori magyarság. Szerk.: Pálfi Gy., Farkas L. Gy. és Molnár E. JATE Embertani Tanszéke, Szeged, 87-96.
- Szathmáry L., Almási L., G. Szabó T., Szilágyi K., Guba Zs. (1996): A fej dimenzióinak fejlődése Beszterecen. In: A Magyar Tudományos Akadémia Szabolcs-Szatmár-Bereg Megyei Tudományos Testülete 1996. évi tudományos ülésén elhangzott előadások összefoglalói. Szerk.: Cselényi I. G. Bessenyei György Tanárképző Főiskola, Nyíregyháza, 85.
- Szathmáry L., Guba, Zs. (1996): Tiszavasvári-Nagy Gyepáros honfoglalás kori (10. századi) temetőjének humán csontvázleletei. In: A magyar honfoglalás korának régészeti emlékei. Szerk.: Wolf M. és Révész L. Miskolc, 22-24.
- Szathmáry L., Guba Zs., Istvánovits E. (1996): Az Ibrány-esbóhalmi 10-11. századi temető népessége. In: Panyola Településtörténeti kutatási eredmények 1991-1996. Szerk.: Erdélyi I. Student Szakkönyvüzlet Kft., Károli Gáspár Református Egyetem, Budapest, 73-85.
- Almási, L., Szathmáry, L., Guba, Zs. (1996): How long does the hand grow? 10th Congress of the European Anthropological Association, Free University, Brussels. Program and Abstracts, 50.
- Almási L., Szathmáry L., Guba Zs. (1996): A kéz fejlődésének ritmusa a Rétközben és az Erdőháton. In: A Magyar Tudományos Akadémia Szabolcs-Szatmár-Bereg Megyei Tudományos Testülete 1996. évi tudományos ülésén elhangzott előadások összefoglalói. Szerk.: Cselényi I. G. Bessenyei György Tanárképző Főiskola, Nyíregyháza, 86.
- Almási, L., Szathmáry, L., Szilágyi, K., Guba, Zs. (1996): Stabilization age of body measurements in a Northeastern Hungarian sample (Beszterec). Natural endowments and possibilities in human growth. Sixth International Symposium of Human Biology, Veszprém. Programme and Abstracts, 14.
- Barabás K., Szathmáry L., Guba Zs., Lőrinczy G. (1996): Avar kori népesség – honfoglalás kori népesség. In: Honfoglaló magyarság – Árpád kori magyarság. Szerk.: Pálfi Gy., Farkas L. Gy. és Molnár, E. JATE Embertani Tanszéke, Szeged, 79-85.
- Guba, Zs., Szathmáry, L., Almási, L. (1996): On handling the missing values. 10th Congress of the European Anthropological Association, Free University, Brussels. Program and Abstracts, 95.
- Guba Zs., Szathmáry L., Almási L. (1996): Hiányos koponyaleletek eredeti anatómiai dimenzióinak becslése. In: A Magyar Tudományos Akadémia Szabolcs-Szatmár-Bereg Megyei Tudományos Testülete 1996. évi tudományos ülésén elhangzott előadások összefoglalói. Szerk.: Cselényi, I. G. Bessenyei György Tanárképző Főiskola, Nyíregyháza, 84.
- Guba, Zs., Szathmáry, L., Szilágyi, K., Almási, L. (1996): On the correlation structure of body measurements in subadults. Natural endowments and possibilities in human growth. Sixth International Symposium of Human Biology, Veszprém. Programme and Abstracts, 13.
- Guba Zs., Szathmáry L., Szűcs L., Almási L. (1996): A honfoglalás kori (10. századi) népességek alkata. In: Honfoglaló magyarság – Árpád kori magyarság. Szerk.: Pálfi, Gy., Farkas, L. Gy. és Molnár, E. JATE Embertani Tanszéke, Szeged, 97-102.
- Hüse L., Szathmáry L., Gurály E. (1996): Az Észak-Tiszántúl egy reprezentatív 10-11. századi népességének szociodemográfiai állapota. In: Honfoglaló magyarság – Árpád kori magyarság. Szerk.: Pálfi, Gy., Farkas, L. Gy. és Molnár, E. JATE Embertani Tanszéke, Szeged, 125-135.
- Hüse L., Szathmáry L., Gurály, E. (1996): Honfoglalás kori népesség – Árpád kori népesség. In: A Magyar Tudományos Akadémia Szabolcs-Szatmár-Bereg Megyei Tudományos Testülete 1996. évi tudományos ülésén elhangzott előadások összefoglalói. Szerk.: Cselényi, I. G. Bessenyei György Tanárképző Főiskola, Nyíregyháza, 87.
- Marcsik A., Szathmáry L., Guba Zs., Almási, L. (1996): Ibrány-Esbó halom és Szegvár-Oromdűlő 10-12. századi népességének összehasonlító vizsgálata kraniológiai jellegek alapján. In: Honfoglaló magyarság – Árpád kori magyarság. Szerk.: Pálfi, Gy., Farkas, L. Gy. és Molnár, E. JATE Embertani Tanszéke, Szeged, 143-155.
- Szilágyi, K., Szathmáry, L., Tóth, I. (1996): Cephalometric examinations on ten populations in Erdőhát in Szatmár County. In: The Origin of the Hungarian populations and mitochondrial diseases, Budapest. Abstracts, 46.
- Szilágyi K., Almási L., Nyilas K., Szathmáry L., Guba Zs. (1996): Szomatológiai vizsgálatok Beszterecen. In: A Magyar Tudományos Akadémia Szabolcs-Szatmár-Bereg Megyei Tudományos Testülete 1996. évi tudományos ülésén elhangzott előadások összefoglalói. Szerk.: Cselényi, I. G. Bessenyei György Tanárképző Főiskola, Nyíregyháza, 89.
- Szűcs L., Szathmáry L., Nyilas K., Guba Zs. (1996): Hajdúdorog-Temetőhegy Árpád kori népességének becsült honfoglalás kori (10. századi) előzményei. In: Honfoglaló magyarság – Árpád kori magyarság. Szerk.: Pálfi, Gy., Farkas, L. Gy. és Molnár, E. JATE Embertani Tanszéke, Szeged, 137-141.
- Szűcs L., Guba Zs., Szathmáry L., Almási L. (1996): Kísérlet a honfoglalás kori népességeink alkati típusainak becslésére. In: A Magyar Tudományos Akadémia Szabolcs-Szatmár-Bereg Megyei Tudományos Testülete 1996. évi tudományos ülésén elhangzott előadások összefoglalói. Szerk.: Cselényi, I. G. Bessenyei György Tanárképző Főiskola, Nyíregyháza, 88.
- Almási, L., Szathmáry, L., Szilágyi, K., Guba, Zs. (1996/97): Stabilization Age of Body Measurements in a North Eastern Hungarian Sample (Beszterec). Papers on the Sixth International Symposium of Human Biology, Veszprém. Anthrop. Közl.,38: 131-135.
- Guba, Zs., Szathmáry, L., Szilágyi, K., Almási, L. (1996/97): On the Correlation Structure of Body Measurements in Subadults. Papers on the Sixth International Symposium of Human Biology, Veszprém. Anthrop. Közl., 38: 137-144.
- Szathmáry L. (1997): A Nyírség kultúra (korai bronzkor) három hamvasztott humán csontvázleletének vizsgálata. JAMÉ 1995-96, XXXVII-XXXVIII: 73-76.
- Szathmáry L. (1997): Honfoglalás kori (X. század) népességeink regionális diverzitása. JAMÉ 1995-96, XXXVII-XXXVIII: 291-311.
- Szathmáry, László (1997): Divergency of the Celts and Scythians in the Territory of Hungary.  Chronologische Fragen der Eisenzeit. Archäologische Konferenz des Komitates Zala und Niederösterreichs V., Sonderdruck Zalai Múzeum, 8: 99-101.
- Szathmáry, L. (1997): Man and Climate Pulsation. In: Is Human Evolution a Closed Chapter? Fifth World Academic Conference on Human Ecology of the IUAES’s Commission on Human Ecology, Adelaide, South Australia. Abstracts, 1.6.
- Szathmáry L., Almási L., Szilágyi K., Guba Zs. (1997): A kéz ujjainak hosszúsági növekedése besztereci gyermekeknél. A Magyar Tudományos Akadémia Szabolcs-Szatmár-Bereg Megyei Tudományos Testülete 1997. évi tudományos ülésén elhangzott előadások összefoglalói.  Szerk.: Cselényi, I. Rím Kiadó, Nyíregyháza, 24.
- Szathmáry L., Guba Zs., Marcsik A. (1997): Szegvár-Oromdűlő csontvázleleteinek szerepe a 10-11.századi népesség kontinuitásának megítélésében. MFMÉ, Studia Archaeologica, Szeged, III, 335-343.
- Szathmáry L., Guba Zs., Marcsik A. (1997): Kraniológiai párhuzamok a Tiszántúl északi és déli részének 10. és 11. századi népességtörténetében. A Magyar Tudományos Akadémia Szabolcs-Szatmár-Bereg Megyei Tudományos Testülete 1997. évi tudományos ülésén elhangzott előadások összefoglalói. Szerk.: Cselényi, I. Rím Kiadó, Nyíregyháza, 20.
- Szathmáry, L., Guba, Zs., Oláh, S., Pap., I. (1997): Interpretation of 10th-11th century populations in the northern part of the region east of the Tisza on the basis of representative samples. Acta Biol. Szeged., 42: 135-143.
- Almási, L., Szathmáry, L., Guba, Zs. (1997): For how long does the hand develop? Acta Biol. Szeged., 42: 163-168.
- Almási L., Szilágyi K., Szathmáry L., Guba Zs. (1997): A túrricsei gyermekek kézformái. A Magyar Tudományos Akadémia Szabolcs-Szatmár-Bereg Megyei Tudományos Testülete 1997. évi tudományos ülésén elhangzott előadások összefoglalói. Szerk.: Cselényi, I. Rím Kiadó, Nyíregyháza, 23.
- Guba Zs., Szathmáry L. (1997): A késő avar kori népesség Árpád kori túlélésének az esélye a Felső Tisza-vidékén. A Magyar Tudományos Akadémia Szabolcs-Szatmár-Bereg Megyei Tudományos Testülete 1997. évi tudományos ülésén elhangzott előadások összefoglalói. Szerk.: Cselényi, I. Rím Kiadó, Nyíregyháza, 19.
- Guba Zs., Szathmáry L., Almási, L. (1997): A kézméretek összefüggésrendszerének megváltozása az egyedfejlődés folyamán Beszterecen. A Magyar Tudományos Akadémia Szabolcs-Szatmár-Bereg Megyei Tudományos Testülete 1997. évi tudományos ülésén elhangzott előadások összefoglalói. Szerk.: Cselényi, I. Rím Kiadó, Nyíregyháza, 24.
- Guba, Zs., Szathmáry, L., Almási, L. (1997): Craniology of Neolithic in Hungary. Papers on Anthropology, University of Tartu, VII: 90-104.
- Guba, Zs., Szathmáry, L., Almási, L. (1997): Treatment of missing data in principal component analysis. Acta Biol. Szeged., 42: 55-58.
- Hüse, L., Szathmáry, L. (1997): Paleosociological concept to the investigation of some social phenomena of pagan and Christian periods. Acta Biol. Szeged., 42: 59-65.
- Hüse, L., Szathmáry, L. (1997): Demo-Sociology of Pagan and Christian Hungarians in the 10th-11th Centuries. Papers on Anthropology, University of Tartu, VII: 130-136.
- Hüse L., Szathmáry L. (1997): Paleodemográfiai párhuzamok a Tiszántúl középső és déli részén a 10. és a 11. században. A Magyar Tudományos Akadémia Szabolcs-Szatmár-Bereg Megyei Tudományos Testülete 1997. Évi tudományos ülésén elhangzott előadások összefoglalói. Szerk.: Cselényi, I. Rím Kiadó, Nyíregyháza, 22.
- Szilágyi K., Guba Zs., G. Szabó T., Nyilas K., Szathmáry L. (1997): A testdimenziók korrelációs rendszere Beszterecen. A Magyar Tudományos Akadémia Szabolcs-Szatmár-Bereg Megyei Tudományos Testülete 1997. évi tudományos ülésén elhangzott előadások összefoglalói. Szerk.: Cselényi, I. Rím Kiadó, Nyíregyháza, 25.
- Szilágyi. K., Szathmáry, L., Guba, Zs. (1997): Correlation system of head measurements and their indices. Acta Biol. Szeged., 42: 321-325.
- Szűcs, L., Guba, Zs., Szathmáry, L., Almási, L. (1997): 10th century (Age of the Hungarian Conquest) craniological analogies of the 10th-11th century population of the Ibrány-Esbóhalom cemetery. Acta Biol. Szeged., 42: 151-156.
- Szathmáry, L. (1998): Őskori kőeszközökhöz fűződő hiedelmek. JAMÉ, 1997-1998, XXXIX-XL: 157-162.
- Szathmáry, L. (1998): Quantitative Craniology of European Upper Paleolithic?  Abstracts of Contributions to the Dual Congress 1998. Compiled and Edited by M. A. Raath, H. Soodyall, D. Barkhan, K. L. Kuykendall and P. V. Tobias. Sun City, South Africa, 137.
- Szathmáry L., Guba Zs., Hüse L., Almási L. (1998): Helyi népesség – honfoglaló magyarság. A Magyar Tudományos Akadémia Szabolcs-Szatmár-Bereg Megyei Tudományos Testülete 1998. évi tudományos ülésének előadás-összefoglalói. Szerk.: Dr. Cselényi, I. G. Nyíregyháza, 46-47.
- Almási L., Szathmáry L., Guba Zs. (1998): A fizikai igénybevétel hatása az ember kézformájára. A Magyar Tudományos Akadémia Szabolcs-Szatmár-Bereg Megyei Tudományos Testülete 1998. évi tudományos ülésének előadás-összefoglalói. Szerk.: Dr. Cselényi, I. G., Nyíregyháza, 45-46.
- Almási, L., Szathmáry, L., Guba, Zs. (1998): Effects of physical activity on hand form. 11th Congress of the European Anthropological Association, Abstracts. Friedrich Schiller University, Jena, 69.
- Guba Zs., Almási L., Hüse L., Szathmáry L. (1998): A mezolitikum népességének regionalitásáról. A Magyar Tudományos Akadémia Szabolcs-Szatmár-Bereg Megyei Tudományos Testülete 1998. évi tudományos ülésének előadás-összefoglalói. Szerk.: Dr. Cselényi I.G., Nyíregyháza, 48.
- Guba, Zs., Szathmáry, L., Hüse, L. (1998): Regional pattern of cranial measurements in the Mesolithic of Europe. 11th Congress of the European Anthropological Association, Abstracts. Friedrich Schiller University, Jena, 58.
- Hüse, L., Szathmáry, L., Guba, Zs. (1998): Effect of parental status on the children’s birth parameters. 11th Congress of the European Anthropological Association, Abstracts. Friedrich Schiller University, Jena, 74.
- Hüse L., Szathmáry L., Nyírcsák J., Guba Zs. (1998): A szocioökonómiai háttér hatása az újszülöttek testfejlettségére. A Magyar Tudományos Akadémia Szabolcs-Szatmár-Bereg Megyei Tudományos Testülete 1998. évi tudományos ülésének előadás-összefoglalói. Szerk.: Cselényi, I. G., Nyíregyháza, 44-45.
- Hüse L., Újvárosi A., Marcsik A., Szathmáry L. (1998): Hajdúdorog-Temetőhegy 10-11. századi népességének paleodemográfiai és vertebrális patológiai megítélése. A DOTE Egészségügyi Főiskolai Kar Tudományos Közleményei, 1. Nyíregyháza, 367-385.
- Marcsik, A., Szathmáry, L., Guba, Zs. (1998): Serious Pathological Lesions in a Small Hungarian Sample from 8th-9th Century. Abstracts of Contributions to the Dual Congress 1998. Compiled and Edited by M. A. Raath, H. Soodyall, D. Barkhan, K. L. Kuykendall and P. V. Tobias., Sun City, South Africa., 144.
- Marcsik, A., Szathmáry, L., Guba, Zs., Finnegan, M. (1998):  Serious pathological lesions in a small osteoarchaeological sample from 8th-9th century (Hungary). XIIth European Meeting of the Paleopathology Association, Prague-Pilsen. Abstracts, 59.
- Szilágyi K., Szathmáry L., Tóth I., Guba Zs. (1998): Az Erdőhát népességének struktúrája fejdimenziók alapján. A Magyar Tudományos Akadémia Szabolcs-Szatmár-Bereg Megyei Tudományos Testülete 1998. évi tudományos ülésének előadás-összefoglalói. Szerk.: Cselényi I. G. Nyíregyháza, 47-48.
- Szathmáry L., Guba Zs. (1999): Honfoglalás kori csontvázleletek Szabolcsból. JAMÉ 1999, XLI: 459-485.
- Szathmáry L., Guba Zs., Cseke G., Kővári I. (1999): Újabb honfoglalás kori csontvázleletek a történeti Szabolcsból. A Magyar Tudományos Akadémia Szabolcs-Szatmár-Bereg Megyei Tudományos Testülete 8. Tudományos Ülésének előadás-összefoglalói. Szerk.: Sikolya L. Nyíregyháza, 155.
- Almási L., Szathmáry L., Szilágyi K., Nyilas I., Szabó T. G. (1999): A kézforma bilateritása a Rétközben és az Erdőháton. A Magyar Tudományos Akadémia Szabolcs-Szatmár-Bereg Megyei Tudományos Testülete 8. Tudományos Ülésének előadás-összefoglalói. Szerk.: Sikolya L. Nyíregyháza, 154.
- Baglyos B., Guba Zs., Szathmáry L. (1999): Tiszalök-Kövestelek Árpád-kori népességének késő avar kori előzményei. A Magyar Tudományos Akadémia Szabolcs-Szatmár-Bereg Megyei Tudományos Testülete 8. Tudományos Ülésének előadás-összefoglalói. Szerk.: Sikolya L. Nyíregyháza, 156.
- Guba Zs., Szathmáry L. (1999): Honfoglalás kori népességünk regionális mintázata. Anthrop. Közl., 40: 3-13.
- Guba Zs., Szathmáry L., Kővári I. (1999): A 7-11. századi népességek regionalitása. A Magyar Tudományos Akadémia Szabolcs-Szatmár-Bereg Megyei Tudományos Testülete 8. Tudományos Ülésének előadás-összefoglalói. Szerk.: Sikolya L. Nyíregyháza, 150.
- Guba, Zs., Kővári, I., Szathmáry, L. (1999): Estimation of human survival rhythm from Neolithic to Iron Age in Hungary. IVth International Anthropological Congress of Aleš Hrdlicka, Prague. Abstracts. Eds.: Šabík, D., Vigner, J. and Vigner, M. Charles University, Prague, 55.
- Hüse, L., Guba, Zs., Szathmáry, L. (1999): On the contribution of social-economical investigation to the historical anthropology. IVth International Anthropological Congress of Aleš Hrdlicka, Prague. Abstracts. Eds.: Šabík, D., Vigner, J. and Vigner, M. Charles University, Prague, 67.
- Hüse L., Guba Zs., Szathmáry L. (1999): Ibrány-Esbóhalom 10-11. századi temetőjének demográfiai elemzése. A Magyar Tudományos Akadémia Szabolcs-Szatmár-Bereg Megyei Tudományos Testülete 8. Tudományos Ülésének előadás-összefoglalói. Szerk.: Sikolya L. Nyíregyháza, 153.
- Hüse, L., Guba, Zs., Nyírcsák, J., Szathmáry, L. (1999): The newborns’body measurements and their socio-economical status. IVth International Anthropological Congress of Aleš Hrdlicka, Prague. Abstracts. Eds.: Šabík, D., Vigner, J. and Vigner, M. Charles University, Prague, 67.
- Kővári I., Guba Zs., Szathmáry L. (1999): Őskori népességeink továbbélése. A Magyar Tudományos Akadémia Szabolcs-Szatmár-Bereg Megyei Tudományos Testülete 8. Tudományos Ülésének előadás-összefoglalói. Szerk.: Sikolya L. Nyíregyháza, 152.
- Szathmáry, L. (2000): How many cranial variations were there in Europe in the Upper Paleolithic? Anthrop. Közl., 41: 11-22.
- Szathmáry, L. (2000): Observation on anthropological research concerning the period of Hungarian conquest and the Arpadian age. Acta Biologica Szegediensis, 44: 95-102.
- Szathmáry, L., Guba, Zs. (2000): Pastoralists in conflict with early urban population system – a historical aspect. The International Union of Anthropological and Ethnological Sciences (IUAES), Beijing, China. Program and Abstracts, 266.
- Szathmáry L., Guba Zs. (2000): A tokaji rév jelentősége a honfoglaláskorban. A Magyar Tudományos Akadémia Szabolcs-Szatmár-Bereg Megyei Tudományos Testülete 9. Tudományos Üléseinek előadás-összefoglalói. Szerk.: Sikolya L. Nyíregyháza, 176.
- Guba Zs., Szathmáry L. (2000): Általánosítható-e a Felső-Tisza-vidék népességstruktúrájának korai Árpád-kori átalakulása Magyarországon? A Magyar Tudományos Akadémia Szabolcs-Szatmár-Bereg Megyei Tudományos Testülete 9. Tudományos Üléseinek előadás-összefoglalói. Szerk.: Sikolya L. Nyíregyháza, 175.
- Hüse L., Szathmáry L., Guba, Zs. (2000): A honfoglaláskor és az Árpád-kor demográfiai változásai a Tiszántúlon. A Magyar Tudományos Akadémia Szabolcs-Szatmár-Bereg Megyei Tudományos Testülete 9. Tudományos Üléseinek előadás-összefoglalói. Szerk.: Sikolya L. Nyíregyháza, 178.
- Kővári I., Guba Zs., Szathmáry L. (2000): Magyarország rézkorának kraniológiája. A Magyar Tudományos Akadémia Szabolcs-Szatmár-Bereg Megyei Tudományos Testülete 9. Tudományos Üléseinek előadás-összefoglalói. Szerk.: Sikolya L. Nyíregyháza, 177.
- Szathmáry L. (2001): Kora bronzkori urnaleletek embertani vizsgálata. JAMÉ 2001, XLIII: 127-131.
- Szathmáry, L. (2001): Hungarian conquerors and local populations in the Carpathian Basin. In: Davnja istorija Ukraini i sumizhnih regioniv, Carpatica – Karpatika. Uzhorod, 13: 216-221.
- Szathmáry L., Guba Zs. (2001): A magyar honfoglalás kor és a korai keresztény kor átmeneti időszaka az Alföld keleti részén – egy embertani aspektus. JAMÉ 2001, XLIII: 609-615.
- Szathmáry L., Koncz M., Holló G., Kővári I. (2001): Gáborján-Földvár, a Debreceni Dózsa család temetkezési helye (anatómiai elemzés). A Magyar Tudományos Akadémia Szabolcs-Szatmár-Bereg Megyei Tudományos Testülete 10. – közgyűléssel egybekötött – Tudományos Ülésének előadásösszefoglalói. Szerk.: Sikolya L. Nyíregyháza, 123.
- Almási, L., Szathmáry, L., Guba, Zs., Hüse, L., Kővári, I. (2001): Hand form and physical activity. Seventh International Symposium of Human Biology, Kőszeg. Programme and abstracts, 30.
- Guba, Zs. Szathmáry, L. (2001): A honfoglaló magyarság adaptációja. JAMÉ 2001, XLIII: 603-608.
- Guba Zs., Szathmáry L., Kővári I., Holló G. (2001): A Tiszántúl három reprezentatív 10-11. századi népességének elemzése csontvázleletek alapján. A Magyar Tudományos Akadémia Szabolcs-Szatmár-Bereg Megyei Tudományos Testülete 10. – közgyűléssel egybekötött – Tudományos Ülésének előadásösszefoglalói. Szerk.: Sikolya L. Nyíregyháza, 124.
- Holló G., Szathmáry L. (2001): Avarok és magyarok. II. Kárpát-medencei Biológiai Szimpózium. Előadások összefoglalói. Szerk.: Isépy, I., Korsós, Z., és Pap, I. Magyar Biológiai Társaság, Magyar Természettudományi Múzeum, Budapest, 283-286.
- Holló G., Szathmáry L. (2001): Berekböszörmény honfoglalás kori trepanált koponyájú egyéne. A Magyar Tudományos Akadémia Szabolcs-Szatmár-Bereg Megyei Tudományos Testülete 10. – közgyűléssel egybekötött – Tudományos Ülésének előadásösszefoglalói. Szerk.: Sikolya L. Nyíregyháza, 122.
- Hüse, L., Nyírcsák, J., Szathmáry, L. (2001): Parental status and birth parameters in Eastern-Hungary. Seventh International Symposium of Human Biology, Kőszeg. Programme and abstracts, 30-31.
- Kővári I., Szathmáry L. (2001): Népességek továbbélése az őskorban. II. Kárpát-medencei Biológiai Szimpózium. Előadások összefoglalói. Szerk.: Isépy I., Korsós Z. és Pap I. Magyar Biológiai Társaság, Magyar Természettudományi Múzeum, Budapest, 299-302.
- Marcsik, A., Hegyi, A., Szathmáry, L., Guba, Zs., Finnegan, M. (2001): Serious pathological lesions in a small osteoarchaeological sample from 8th-9th centuries in Hungary. Anthropologie, Brno, XXXIX/1: 39-43.
- Szathmáry, L. (2002): Humans and climate pulsation. Anthrop. Közl., 43: 9-19.
- Szathmáry L., Guba Zs. (2002): A honfoglaló magyarság adaptációja. In: I. Kvantitatív Ökológiai Szimpózium, Absztrakt kötet. Szerk.: Tóthmérész B. és Petruska I. Debrecen, 34.
- Szathmáry, L., Guba, Zs. (2002): Human adaptation in the 7th-11th century. Acta Biologica Szegediensis, 46: 91-94.
- Szathmáry, L., Marcsik, A. (2002): Pastoralists and Early Urban Population Structure in the Carpathian Basin in the Middle Ages. Inter-Congress of IUAES, Tokyo. Program and Abstracts, 132.
- Szathmáry, L., Marcsik A., Kővári I. (2002): Az Alföld Kr. utáni első fél évezrede – embertani előtanulmány. In: MTA Szabolcs-Szatmár-Bereg Megyei Tudományos Testülete tudományos ülésének előadásai. Szerk.: Sikolya L. és Páy G. Nyíregyháza, 85-89.
- Guba Zs., Szathmáry L., Marcsik A. (2002): Az Alföld (Sarmatia) és a Dunántúl (Pannónia) népességének elkülönülése a Kr. utáni első négy évszázadban. In: MTA Szabolcs-Szatmár-Bereg Megyei Tudományos Testülete tudományos ülésének előadásai. Szerk.: Sikolya L. és Páy G. Nyíregyháza, 64-68.
- Holló G., Szathmáry L., Guba Zs. (2002): A népességfejlődés és a kettős honfoglalás feltevése. In: MTA Szabolcs-Szatmár-Bereg Megyei Tudományos Testülete tudományos ülésének előadásai. Szerk.: Sikolya L. és Páy G. Nyíregyháza, 69-73.
- Hüse L., Szathmáry L. (2002): Eltérő demográfiai típusú népességek az Észak-Tiszántúlon a 10-11. században. In: MTA Szabolcs-Szatmár-Bereg Megyei Tudományos Testülete tudományos ülésének előadásai. Szerk.: Sikolya L. és Páy G. Nyíregyháza, 74-79.
- Hüse L., Szathmáry L. (2002): Hajdú-Bihar megye 10-11. századi népességének demográfiai profilja. – Demographisches Profil der Bevölkerung des 10.-11. Jahrhunderts im Komitat Hajdú-Bihar. In: M. Nepper Ibolya: Hajdú-Bihar megye 10-11. századi sírleletei. 1. rész. Magyarország honfoglalás kori és kora Árpád-kori sírleletei 3. Szerk.: K. Bende Ildikó. Déri Múzeum, Magyar Nemzeti Múzeum, MTA Régészeti Intézete, Budapest-Debrecen, 407-420., 454.
- Hüse, L., Nyírcsák, J., Szathmáry, L. (2002): Effect of Physical and Nervous Exhaustion of Mother on her Infant’s Body Weight and Height in Eastern-Hungary. Humanbiol. Budapest, 27: 211-220.
- Marcsik, A., Szathmáry, L. (2002): Artificial deformed skulls in the Carpathian Basin from the 4-6th century. Inter-Congress of IUAES, Tokyo. Program and Abstracts, 136.
- Marcsik A., Szathmáry L. (2002): Paleopatológiás elváltozások a szarmata korból, a gepida időszakból és az avar korból. In: MTA Szabolcs-Szatmár-Bereg Megyei Tudományos Testülete tudományos ülésének előadásai. Szerk.: Sikolya L. és Páy G. Nyíregyháza, 80-84.
- Marcsik, A., Szathmáry, L., Finnegan, M. (2002): Multiple myeloma and metastatic skeletal lesions in osteoarchaeology samples. Journal of Paleopatology, 14: 77-86.
- Marcsik, A., Szathmáry, L., Finnegan, M. (2002): Multiple myeloma metastatic skeletal lesions in osteoarcheological samples. 14th European Meeting of the Paleopathology Association, Coimbra. Abstracts, 94.
- Szilágyi K., Szathmár, L., Tóth I. (2002): A halálokok bejegyzésének változása az anyakönyvekben (Túrricse, 1778-1982). XXIV. Biológiai Vándorgyűlés, Előadások összefoglalói. Szerk.: Surányi D. és Korsós Z. Magyar Biológiai Társaság, Fővárosi Állat- és Növénykert, Budapest, 23-25.
- Szathmáry L. (2003): Ibrány–Esbó-halom X-XI. századi temetőjének csontvázleletein végzett vizsgálatok eredményeinek összefoglalása. – A summary of the results of the examinations on the skeletal finds from the 10th – 11th century cemetery at Ibrány–Esbó-halom. In: Istvánovits Eszter: A Rétköz honfoglalás és Árpád-kori emlékanyaga. Régészeti Gyűjtemények Nyíregyházán 2. Magyarország honfoglalás és kora Árpád-kori sírleletei 4. Jósa András Múzeum, Magyar Nemzeti Múzeum, MTA Régészeti Intézete, Nyíregyháza, 385-391.
- Szathmáry L. (2003): Egy 11. századi sebészi trepanált koponya időrendi értelmezése. MTA	Szabolcs-Szatmár-Bereg Megyei Tudományos Testületének Tudományos Előadásai.  Szerk.: Sikolya L. és Páy G. Nyíregyháza, 203-206.
- Szathmáry, L. (2003): A Neolithic Skeleton from Mezőcsát-Csemetekert (NE Hungary). – Mezőcsát-Csemetekert neolitikus csontváza. JAMÉ, 2003, XLV: 235-245.
- Szathmáry L. (2003): Meddig végzett sebészi trepanációt Árpád népe? III. Kárpát-medencei Biológiai Szimpózium. Szerk.: Penksza K., Korsós Z. és Pap Ildikó. Magyar Mezőgazdasági Múzeum, Budapest, 291-294.
- Holló G., Szathmáry L., Hüse L. (2003): Anatómiai és demográfiai párhuzamok honfoglalás és Árpád-kori népességtörténetünkben. III. Kárpát-medencei Biológiai Szimpózium, Szerk.: Penksza K., Korsós Z. és Pap Ildikó. Magyar Mezőgazdasági Múzeum, Budapest, 287-290.
- Holló G., Szathmáry L., Marcsik A. (2003): A népességfejlődés folytonosságának megítélése Hajdúszoboszló-Árkoshalom 10. és 11. századi néprészei esetében. MTA-Szabolcs-Szatmár-Bereg Megyei Tudományos Testületének Tudományos Előadásai. Szerk.: Sikolya L. és Páy G. Nyíregyháza, 73-78.
- Hüse L., Szathmáry L. (2003): A helyi népesség demográfiai profiljának becslése a magyar honfoglalás korát megelőzően. III. Kárpát-medencei Biológiai Szimpózium, Szerk.: Penksza K., Korsós Z. és Pap Ildikó. Magyar Mezőgazdasági Múzeum, Budapest, 279-284.
- Kővári I., Szathmáry L. (2003): A továbbélés megítélése az Ároktő, Csík-Gát lelőhelyen feltárt 5-9. századi csontvázleletek alapján. – Assessment of surviving relying upon the V-IXth century skeletal findings dug up at the location of Ároktő, Csík-Gát. HOMÉ, XLII: 135-163.
- Kővári I., Szathmáry L., Marcsik A. (2003): Mennyiben informatívak demográfiailag templombeli és templom körüli középkori temetőink? MTA-Szabolcs-Szatmár-Bereg Megyei Tudományos Testületének Tudományos Előadásai. Szerk.: Sikolya L. és Páy G. Nyíregyháza 109-113.
- Kővári I., Szathmáry L., Marcsik A. (2003): A továbbélés ritmusának becslése a 7. és a 11. század között. In: III. Kárpát-medencei Biológiai Szimpózium. Szerk.: Penksza K., Korsós Z. és Pap I. Magyar Mezőgazdasági Múzeum, Budapest, 223-226.
- Kővári I., Szathmáry L., Marcsik A. (2003): Egy középkori temető demográfiája – Edelény-Cseb. In: „A halál árnyékának völgyében járok…” A középkori templom körüli temetők kutatása. Magyar Nemzeti Múzeum, Budapest, 23-24.
- Lenkey, Zs., Kővári, I., Szathmáry, L. (2003): Continuity or discontinuity in the Middle Ages. International Anthropological Congress „Anthropology and Society”. Memorial Congress to the 60th Anniversary of Aleš Hŕdlička, Prague. Abstracts, 99.
- Nyilas K., Szathmáry L., Molnár M. (2003): Adatok Hajdúdorog-Temetőhegy X-XII. századi népességének testmagasságértékeiről. Természettudományi Közlemények 3: 195-200.
- Szathmáry, L., Marcsik, A. (2004): Skulls with and without symbolic trephinations. VIII Congresso de la Asociacion Latinoamericana de Antropologia Biológica, Caracas, Venezuela. Edición: Alejandro Diaz, http://alab. IVFC.ve
- Marcsik, A., Szathmáry, L. (2004): Leprosy in ancient time in Hungary. VIII Congresso de la Asociacion Latinoamericana de Antropologia Biológica, Caracas, Venezuela. Caracas, Edición: Alejandro Diaz, http://alab. IVFC.ve
- Szathmáry L., Guba Zs. (2004): A Tiszántúl késő avar kori (8-9. sz.), magyar honfoglalás kori (10. sz.) és Árpád-kori (11-13. sz.) népességeinek összefüggései. Anthrop. Közl. 45: 193-199.
- Csóri Zs., Szathmáry L. (2004): Kraniológiai dimenziók és arányok összefüggésrendszere a történeti múltban, a Tiszántúlon. MTA-SZAB Megyei Tudományos Testületének XIII. évi Előadásai. Szerk.: Kókai S. Nyíregyháza, 57-61.
- Csóri, Zs., Szathmáry, L. (2004): Correlation System of Cranial Measurements and Their Indices. 14th Congress of European Anthropological Association, Komotini, Greece. Abstracts, 11.
- Hüse L., Szathmáry L., Marcsik A. (2004): Ároktő-Csíki gát késő avar kori népességének paleodemográfiája. MTA-SZAB Megyei Tudományos Testületének XIII. évi Előadásai. Szerk.: Kókai S. Nyíregyháza, 143-146.
- Kővári I., Szathmáry L. (2004): Garadna-elkerülő út 2. lelőhely középső neolit csontvázleletei. HOMÉ, XLIII: 349-353.
- Szathmáry L. (2005): A várható élettartam alakulása az Észak-Tiszántúlon a X. és a XI. században. IV. Kárpát-medencei Biológiai Szimpózium, Előadáskötet. Szerk.: Korsós Z. Magyar Biológiai Társaság, Fővárosi Állat- és Növénykert, Budapest, 179-182.
- Szathmáry L., Guba Zs. (2005): Reprezentatív népességek összefüggésrendszerének rekonstrukciója a Tiszántúlon a késő avar kortól az Árpád-korig. MTA-SZAB Megyei Tudományos Testületének XIII. évi Előadásai. Szerk.: Kókai S. Nyíregyháza, 317-321.
- Szathmáry, L., Marcsik, A. (2005): Population structure, exogamy and trephinations. 1st Paleopathology Association Meeting in South America, Escola National de Saúde Pública Sérgio Arouca, Rio de Janeiro. Program and Abstracts, 48.
- Szathmáry L., Marcsik A., Lenkey Zs., Kővári I., Holló G., Guba Zs., Csóri Zs. (2005): A továbbélés becslése az Alföldön az I. századtól a XI. századig. IV. Kárpát-medencei Biológiai Szimpózium, Előadáskötet. Szerk.: Korsós Z. Magyar Biológiai Társaság, Fővárosi Állat- és Növénykert, Budapest, 183-188.
- Kővári I., Szathmáry L. (2005): Neolit csontvázleletek vizsgálata Északkelet-Magyarországról. IV. Kárpát-medencei Biológiai Szimpózium, Előadáskötet. Szerk.: Korsós Z. Magyar Biológiai Társaság, Fővárosi Állat- és Növénykert, Budapest, 129-133.
- Kővári I., Szathmáry L. (2005): Egy peremvidéki újkőkori népesség (Garadna) megítélése csontvázleletek alapján. MTA-SZAB Megyei Tudományos Testületének XIII. évi Előadásai. Szerk.: Kókai S. Nyíregyháza, 189-191.
- Lenkey Zs., Turtóczki J., Guba Zs., Szathmáry L., Holló G. (2005): 8-13. századi népességek rendszere testmagasságuk alapján, a Tiszántúlon. IV. Kárpát-medencei Biológiai Szimpózium, Előadáskötet. Szerk.: Korsós Z. Magyar Biológiai Társaság, Fővárosi Állat- és Növénykert, Budapest, 147-152.
- Marcsik A., Molnár E., Szathmáry L. (2005): The antiquity of tuberculosis and leprosy in Hungary: the skeletal evidence. 1st Paleopathology Association Meeting in South America, Escola National de Saúde Pública Sérgio Arouca, Rio de Janeiro. Program and Abstracts, 45.
- Turtóczki J., Szathmáry L. (2005): A Tiszántúl 8-13. századi népességeinek rekonstruált testmagassága. MTA-SZAB Megyei Tudományos Testületének XIII. évi Előadásai, Szerk.: Kókai S. Nyíregyháza, 363-366.
- Szathmáry L. (2006): Momentumok Tiszabüd és Büdszentmihály történetéből. Hunyadi József (1912-2005) múzeumigazgató emlékezete. Kiállítási ismertető, Tiszavasvári, 1.
- Szathmáry L. (2006): Eltérő demográfiai fejlődésű népességek várható élettartama a 10. és a 11. században. MTA-Szabolcs-Szatmár-Bereg Megyei Tudományos Testületének XIV. évi előadásai, IV. rész. Szerk.: Nagy P. Nyíregyháza, 69-72.
- Szathmáry L. (2006): Hunyadi József (1912-2005). JAMÉ, 2006. XLVIII: 23-24.
- Szathmáry L., Lenkey Zs., Csóri Zs., Holló G., (2006): A Tiszántúl népességének rekonstrukciója a 8. és a 11. század között. „Sötét idők falvai.” 8-11. századi települések a Kárpát-medencében. „Dark Ages Villages.” Settlements of the 8-11th centuries in the Carpathian Basin. Nemzetközi Régészeti Konferencia, Déri Múzeum, Debrecen. Előadás-összefoglalók, 14.
- Szathmáry, L., Marcsik, A. (2006): Symbolic trephinations and population structure. Memórias Instituto Oswaldo Cruz, Rio de Janeiro, Vol. 10 (Suppl. II), 129-132.
- Szathmáry, L., Marcsik, A., Lenkey, Zs., Kővári, I., Holló, G., Csóri, Zs., (2006): Survival in the Hungarian Great Plain from the Sarmatian epoch through the Hun-German period and the Avar era up to the age of early Hungarians (1-11th c. A. D.) 15th Congress of the European Anthropological Association, Budapest. Programme and Abstracts, 78-79.
- Csóri Zs., Turtóczki J., Szathmáry L., Guba Zs., Lenkey Zs., (2006): Hasonló és eltérő momentumok a koponyadimenziók és a végtagelemek alapján rekonstruált népességstruktúrában a középkori Tiszántúlon. MTA-Szabolcs-Szatmár-Bereg Megyei Tudományos Testületének XIV. évi előadásai. I. rész. Szerk.: Nagy P. Nyíregyháza, 119-124.
- Guba Zs., Szathmáry L., Turtóczki J. (2006): A végtagelemek diverzitása a magyar honfoglalás korában, valamint az előző és a rákövetkező évszázadokban. MTA-Szabolcs-Szatmár-Bereg Megyei Tudományos Testületének XIV. évi előadásai, II. rész. Szerk.: Nagy P. Nyíregyháza, 57-60.
- Holló G., Szathmáry L. (2006): Biometriailag pótolt dimenziók jelentősége a kraniológiában. MTA-Szabolcs-Szatmár-Bereg Megyei Tudományos Testületének XIV. évi előadásai, II. rész. Szerk.: Nagy P. Nyíregyháza, 89-93.
- Holló, G., Szathmáry, L., Guba, Zs., Turtóczki, J., Lenkey, Zs., Csóri, Zs., Csoma, E., János, I., Medveczky, Z. (2006): Interrelations between populations in the Hungarian Great Plain between the 8th and the 13th century as revealed by the connections of cranial and long bone dimensions. 15th Congress of the Europesn Anthropological Association, Budapest. Programme and Abstracts, 99.
- Kővári I., Szathmáry L. (2006): Hejőkürt-Lidl logisztikai központ lelőhely újkőkori csontvázleletei. MTA-Szabolcs-Szatmár-Bereg Megyei Tudományos Testületének XIV. évi előadásai, II. rész. Szerk.: Nagy P. Nyíregyháza, 223-228.
- Lenkey Zs., Turtóczki J., Guba Zs., Szathmáry L., Holló G. (2006): Hogyan osztályozhatjuk a késő avar kori, a honfoglaláskori és az Árpád-kori népességet a rekonstruált testmagasság alapján? MTA-Szabolcs-Szatmár-Bereg Megyei Tudományos Testületének XIV. évi előadásai, III. rész. Szerk.: Nagy Péter. Nyíregyháza, 3-8.
- Marcsik, A., Szathmáry, L. (2006): The antiquity of tuberculosis in Hungary: the skeletal evidence. Memórias Instituto Oswaldo Cruz, Rio de Janeiro, Vol.1 (Suppl. II),67-71.
- Szathmáry L., Beszeda I. (2007): A foramen magnum körüli beavatkozások hitelességéről. V. Kárpát-medencei Biológiai Szimpozium, Előadáskötet. Szerk.: Korsós Z., Gyenis Gy., Penksza K. Magyar Biológiai Társaság, Budapest, 183-188.
- Szathmáry L., Marcsik A., Lenkey Zs., Kővári I., Guba Zs., Csóri Zs., Holló G. (2007): Az autochtonitás hatása az Alföld honfoglaláskori (10. századi) népességére. Újabb eredmények a Kárpát-medence 10-11. századi régészeti kutatásában. Régészeti Konferencia, Magyar Nemzeti Múzeum, Budapest. Előadásösszefoglalók,. 61.
- Csóri Zs., Szathmáry L., János I., Lenkey Zs., Csoma E., Medveczky Z., Holló G. (2007): A népességfejlődés megítélése a Hajdúság északi részén, koponyaleletek alapján a 10. és a 13. század között. V. Kárpát-medencei Biológiai Szimpozium, Előadáskötet. Szerk.: Korsós Z., Gyenis Gy., Penksza K. Magyar Biológiai Társaság, Budapest, 63-70.
- Kővári I., Guba Zs., Szathmáry L., Marcsik A., Lenkey Zs., Csóri Zs., Holló G. (2007): A népességek regionális különbségei az Alföldön a magyar honfoglalás korában. V. Kárpát-medencei Biológiai Szimpozium, Előadáskötet. Szerk.: Korsós Z., Gyenis Gy., Penksza K. Magyar Biológiai Társaság, Budapest, 127-134.
- Kővári I., Guba Zs., Szathmáry L., Marcsik A., Lenkey Zs., Csóri Zs., Holló G. (2007): A Tiszántúl népességének regionalitása a 10. században. Újabb eredmények a Kárpát-medence 10-11. századi régészeti kutatásában. Régészeti Konferencia, Magyar Nemzeti Múzeum, Budapest. Előadásösszefoglalók, 60.
- Lenkey Zs., Szathmáry L., Csóri Zs., János I., Csoma E., Medveczky Z., Holló G., (2007): A Tiszántúl 8-13. századi népességeinek diverzitása. V. Kárpát-medencei Biológiai Szimpozium, Előadáskötet. Szerk.: Korsós Z., Gyenis Gy. és Penksza K. Magyar Biológiai Társaság, Budapest, 157-164.
- Turtóczki J., Szathmáry L., Csóri Zs., Lenkey Zs., János I., Csoma E., Medveczky Z. (2007): A 10-13. századi népességek összefüggésrendszere a végtagelemek alapján a Hajdúság északi részén. V. Kárpát-medencei Biológiai Szimpozium, Előadáskötet. Szerk.: Korsós Z., Gyenis Gy. és Penksza K. Magyar Biológiai Társaság, Budapest, 197-201.
- Furka T., Szathmáry L., Csóri Zs., Marcsik A., Kővári I., Holló G. (2008): Szarmaták az Alföldön. A Magyar Biológiai Társaság XXVII. Vándorgyűlése. Szerk.: Korsós Z., Gyenis Gy., Penksza K. Magyar Biológiai Társaság, Budapest, 27-32.
- János I., Kiss F., Szathmáry L., Hüse L. (2008): Az Észak-Hajdúság 10-13. századi paleodemográfiai profilja  –  A Paleodemographical profile of Northern Hajdúság in the 10th-13th centuries. A Magyar Biológiai Társaság XXVII. Vándorgyűlése. Szerk.: Korsós Z., Gyenis Gy., Penksza K. Magyar Biológiai Társaság, Budapest, 67-74.
- Kővári I., Szathmáry L. (2008): Tipológiai szempontok az Alföld neolit népességeinek megítélésében. A Magyar Biológiai Társaság XXVII. Vándorgyűlése. Szerk.: Korsós Z., Gyenis Gy., Penksza K. Magyar Biológiai Társaság, Budapest, 145-152.
- Szathmáry L. (2007): Egy újkőkori csontváz Vállajról. A Neolithic skeleton from Vállaj. JAMÉ XLIX: 483-485.
- Szathmáry, L., Beszeda, I. (2007): Mutilitations around the foramen magnum examined by scanning electron microscope (SEM). Anthropologiai Közlemények, 48: 145-152.
- Szathmáry L., Kővári I. (2008): Helyi népesség  –  honfoglaló magyarok. Local populations  –  Conquering Hungarians. A Fordulat, A magyarság és a kelet, II. Őstörténeti konferencia, A Magyarok VII. Világkongresszusának kötetei, I.: 157-161, 121-122.
- Szathmáry L., Marcsik A., Lenkey Zs., Kővári I., Holló G., Guba Zs., Csóri Zs. (2008): Az Alföld népességeinek továbbélése az 1. századtól a 11. századig. – The survival of the populations of the Hungarian Great Plain from the 1st century to the 11th century. Árpád előtt, Árpád után. Antropológiai vizsgálatok az Alföld I-XIII. századi csontvázleletein. – Before and after Árpád. Anthropological examinations of 1th-13th century skeletal finds in the Hungarian Great Plain. Szerk.: Szathmáry L., Szeged, 7-25.
- Lenkey Zs., Szathmáry L., Csóri Zs., János I., Csoma E., Medveczky Z., Holló G. (2008): Tizenöt 8-13. századi népesség kraniológiai elemzése. – The craniological analysis of fifteen populations from the 8th-13th centuries. Árpád előtt, Árpád után. Antropológiai vizsgálatok az Alföld I-XIII. századi csontvázleletein.- Before and after Árpád. Anthropological examinations of 1th-13th century skeletal finds in the Hungarian Great Plain. Szerk.: Szathmáry L., Szeged, 27-40.
- Csóri Zs., Szathmáry L., János I., Lenkey Zs., Csoma E., Medveczky Zs., Holló G. (2008): Egy mikrorégió (Észak-Hajdúság) 10-13. századi népességfejlődése. – Population development in a microregion (in Northern Hajdúság) in the 10th-13th centuries. Árpád előtt, Árpád után. Antropológiai vizsgálatok az Alföld I-XIII. századi csontvázleletein. – Before and after Árpád. Anthropological examinations of 1th-13th century skeletal finds in the Hungarian Great Plain. Szerk.: Szathmáry L., Szeged, 41-53.
- Turtóczki J., Szathmáry L., Lenkey Zs., János I., Csoma E., Medveczky Z. (2008): A Tiszántúl késő avar kori, honfoglalás kori és Árpád-kori népességének rekonstruált testmagassága. – The stature reconstructed in the population of Tiszántúl dating to the late Avar period, the age of the Hungarian conquest and the Arpadian age. Árpád előtt, Árpád után. Antropológiai vizsgálatok az Alföld I-XIII. századi csontvázleletein. – Before and after Árpád. Anthropological examinations of 1th-13th century skeletal finds in the Hungarian Great Plain. Szerk.: Szathmáry L., Szeged, 55-60.
- Szathmáry L., Beszeda I. (2008): A foramen magnumon történt post mortem beavatkozások jellegének megítélése késő avar kori és honfoglalás kori leleteken. – Evaluation of post mortem interventions around the foramen magnum of cranial finds from the late Avar period and the age of the Hungarian conquest. Árpád előtt, – Árpád után. Antropológiai vizsgálatok az Alföld I-XIII. századi csontvázleletein. – Before and after Árpád. Anthropological examinations of 1th-13th century skeletal finds in the Hungarian Great Plain. Szerk.: Szathmáry L., Szeged, 61-70.
- Holló G., Szathmáry L., Marcsik A., Barta Z. (2008): History of the Great Hungarian Plain in the First Millenium: A Craniometric Point of View. Human Biology (Detroit), 80: 655-667.
- Szathmáry L., Guba Zs., Turtóczki J. (2009): Nyíregyháza-Manda bokor VIII-IX. századi népessége. NyJAMÉ, LI: 401-417.
- János I., Szathmáry L., Kiss F., Hüse L. (2009): A Tiszántúl egy mikrorégiójának (Észak-Hajdúság) paleodemográfiai összefüggésrendszere a X-XIII. században. – Paleodemographical relationships in a micro-region (Northern-Hajdúság) in Tiszántúl in the X-XIIIth centuries. Anthrop. Közl. 50: 35-47.
- Holló, G., Szathmáry, L., Marcsik, A., Barta, Z. (2010): Linear Measurements of the Neurocranium Are Better Indicators of Population Differences than Those of the Facial Skeleton: Comparative Study of 1,961 Skulls. Human Biology (Detroit), 82: 29-46.
- Szathmáry L. (2011): Hol vannak már azok az évek… Itt vannak velünk, tudásunkban, tapasztalatainkban. In: Juan C., Tóth N. C. (szerk.) Erősségénél fogva várépítésre való. – Tanulmányok a 70 éves Németh Péter tiszteletére. A Jósa András Múzeum Kiadványai, Nyíregyháza, 68: 93-96.
- Szathmáry L. (2011): A Körös kultúra népességének összetettsége. VII. Kárpát-medencei Biológiai Szimpózium, Előadáskötet. Szerk.: Gyenis Gy., Surányi D., Penksza K., Urbányi B. Magyar Biológiai Társaság, Budapest, 45-47.
- János I., Szathmáry L., Nádas E., Máthé E. (2011): Honfoglaláskori csigolyák XRF elemzése. VII. Kárpát-medencei Biológiai Szimpózium, Előadáskötet. Szerk.: Gyenis Gy., Surányi D., Penksza K., Urbányi B. Magyar Biológiai Társaság, Budapest, 29-38.
- Turtóczky J., Szathmáry L. (2011): A Tiszántúl néhány honfoglaláskori népességének árpád—kori továbbélése. VII. Kárpát-medencei Biológiai Szimpózium, Előadáskötet. Szerk.: Gyenis Gy., Surányi D., Penksza K., Urbányi B. Magyar Biológiai Társaság, Budapest, 23-28.
- János, I., Szathmáry, L., Nádas, E., Béni, A., Dinya, Z., Máthé, E. (2011): Evaluation of elemental status of ancient human bone samples from Northeastern Hungary dated to the 10th century AD by XRF. Nuclear Instruments and Methods in Physics Research Section B: Beam Interactions with Materials and Atoms, 269: 2593-2599.
- Szathmáry L., Lenkey Zs., Csóri Zs., Holló G. (2011): A Tiszántúl népességeinek rekonstrukriója a 8-11. század között. Tempora Obscura, Sötét idők falvai. Szerk.: Kolozsi B., Szilágyi K. A. Hajdú-Bihar Megyei Múzeumok Igazgazgatósága, Régészeti Tár, I. kötet, 253-256.
- Szathmáry L. (2012): A rekonstruált testmagasság jelentősége az újkőkori népességeknél. A Magyar Biológiai Társaság XXIX. Vándorgyűlése. Előadások. Szerk.: Penksza K., Surányi D., Gyenis Gy., Urbányi B. Magyar Biológiai Társaság, Budapest,45-46.
- Szathmáry L. (2012): Scythian Age Human Skeleton Remains from Tiszalök. In: Iron Age Rites and Rituals in the Carpathian Basin. Ed.: Berecki, S. Editura MEGA, Târgu Mureş, 101-104.
- János I., Szűcs L., Molnár M., Szathmáry L. (2012): A Tiszántúl népességeinek kraniometriai diverzetása a 8-13. században. A Magyar Biológiai Társaság XXIX. Vándorgyűlése. Előadások. Szerk.: Penksza K., Surányi D., Gyenis Gy., Urbányi B. Magyar Biológiai Társaság, Budapest, 47-56.
- Szathmáry L., Marcsik A., Lenkey Zs., Kővári I., Guba Zs., Csóri Zs., Holló G. (2013): Az autothtonitás hatása az Alföld honfoglalás kori (10. századi) népességére. In: A hongoglalás kor kutatásának legújabb eredményei. Tanulmányok Kovács László 70. születésnapjára. Szerk.: Révész L. – Wolf M. Monográfiák a Szegedi Tudományegyetem Régészeti Tanszékéről 3. Sorozatszerkesztő: Révész L. Szegedi Tudományegyetem Régészeti Tanszék. Szeged, 711-713.
- Szathmáry L., Holló G., Marcsik A. (2014): Szeged-Algyő és Sándorfalva-Eperjes 10. századi népességének kraniológiai összefüggései az Alföldön. In.: Lőrinczy G., Türk A. Szerk.: Régészeti és természetettumányi adatok a Maros-torkolat nyugati oldalának 10. századi történetéhez. Archaeolingva, Budapest, 259-274.
- János, I., Szathmáry, L., Hüse, L. (2014): Pagan-Christian Change in Northeastern Hungary in the 10th-13th centuries AD – A Palaeodemographic Aspect. Collegium Antropologicum (Zagreb), 38: 305-317.
- Molnár M., János I., Szűcs L., Szathmáry L. (2014): Néhány hun-germán korból származó mesterségesen torzított koponyamorfológiai és kraniometriai bemutatása. Tájökológiai Lapok, 12 (2): 355-362.
- Molnár, M., János, I., Szűcs, L., Szathmáry, L. (2014): Artificially deformed crania from the Hun-Germanic period (5th-6th century AD) in northeastern Hungary: hístorical and morphological analysis. Neurosurgical Focus, 36/4: E1.
- Szűcs L., János I., Molnár M., Szathmáry L. (2015): Magyarország egy mikrorégiójának (Észak-Hajdúság) népességfejlődése a 10-13. században – kraniometriai elemzés. Anthrop. Közl. 56: 43-59.
- János I., Szathmáry L. (2016): Antropológiai jelentés a tiszavasvári Dessewffy-kripta csontmaradványainak azonosításáról. Anthrop. Közl. 57: 41-50.
- János I., Szathmáry L., Szűcs L., Molnár M. (2018): Presentation of some artificially deformed crania (5th-6th century AD) from Northeastern Hungary. In: 21st Congress of European Anthropological Association. Odensee (Denmark), 22-25.
- János I., Szvák E., Molnár M., Szűcs L., Papp T., Szathmáry L. (2018): Hajdúdorog-Kövecseshalom lelőhely 11. századi népességének rekonstruált testmagasság értékei – előzetes eredmények. In: A IX. Nyíregyházi Doktorandusz (PHD/DLA) Konferencia Kiadványa. Szerk.: Verdes M. Szent Atanáz Görög Katolikus Hittudományi Főiskola. Nyíregyháza, 81-87.
- Molnár M., Szathmáry L., János I. (2018): Egy hun-germán kori (5-6. század) mesterségesen torzított koponya paleoantropológiai bemutatása. In: A IX. Nyíregyházi Doktorandusz (PHD/DLA) Konferencia Kiadványa. Szerk.: Verdes M. Szent Atanáz Görög Katolikus Hittudományi Főiskola. Nyíregyháza, 89-96.
- Molnár, M., Szathmáry, L., Szűcs, L., Széll, R. F., János, I. (2019): A unified descriptive method for analysing artificial cranial deformation from an anthropological perspective. Archaeological and Anthropological Sciences, 11: 5553-5568.
- János, I., Molnár, M., Szűcs, L., Széll, R. F., Szathmáry, L. (2019): Presentation of a descriptive method for analysing artificial cranial deformation. In: IIIrd Conference of the Török Aurél Anthropological Association: Ancient Humans, Ancient Desease in Central and Eastern Europe. Târgu-Mureş, 23.
- Molnár M., Széll R. F., Szathmáry L., Szűcs L., János I. (2020): A mesterséges koponyatorzítás hatásának vizsgálata a koponya metrikus adataira vonatkozóan. Examining the effect of artificial cranial deformation in connection with the metric data of the skull. Acta Medicinae et Sociologica, Vol. 11. No. 31.: 66-72.